# Venturia (champignon)
Pour les articles homonymes, voir Venturia.
Genre
Venturia est un genre de champignons, de la famille des Venturiaceae. Les 58 ou 130 espèces du genre sont phytopathogènes.

## Histoire
Des espèces du genre Venturia ont été identifiées pour la première fois en 1882, et le genre circonscrit par Pier Andrea Saccardo. Leurs formes anamorphes étaient historiquement classés dans le genre Fusicladium (en).
Le premier génome complet d'une espèce du genre Venturia (V. effusa) a été  séquencé en 2019.

## Taxonomie

### Étymologie
Le genre a été nommé en l'honneur du mycologue italien Carlo Antonio Venturi (it) (1805-1864).

### Liste d'espèces
Selon Index Fungorum :
- Venturia acerina Plakidas ex M.E. Barr (1968)
- Venturia aceris (Höhn.) Sivan. (1977)
- Venturia achilleae Sivan. (1977)
- Venturia adusta (Fuckel) E. Müll. (1958)
- Venturia aesculi (Syd.) Sivan. (1977)
- Venturia alaskensis M.E. Barr (1968)
- Venturia allii Ade & Rehm (1923)
- Venturia alnea (Fr.) E. Müll. (1958)
- Venturia anemones E. Müll. (1955)
- Venturia antherici Hollós (1910)
- Venturia asperata Samuels & Sivan. (1975)
- Venturia atriseda Rehm (1882)
- Venturia aucupariae (Plowr.) Rostr. (1902)
- Venturia austrogermanica Rehm (1906)
- Venturia betulina Mouton (1900)
- Venturia bistortae (Syd.) Sivan. (1977)
- Venturia borealis A. Funk (1989)
- Venturia borgiana Sacc. (1915)
- Venturia braunii Volkart (1912)
- Venturia canadensis M.E. Barr (1968)
- Venturia carpophila E.E. Fisher (1961)
- Venturia castaneae Kleb. (1934)
- Venturia catenospora (Butin) Rossman & Crous (2015)
- Venturia centaureae Arx (1950)
- Venturia cephalariae (Auersw.) Kalchbr. & Cooke (1880)
- Venturia cerasi Aderh. (1900)
- Venturia chamaemori (P. Karst.) Arx (1957)
- Venturia chamaepeuces Petr. (1992)
- Venturia chartae Vouaux (1912)
- Venturia chinensis Y. Zhang ter & Jia Q. Zhang (2015)
- Venturia chlorospora (Ces.) P. Karst. (1873)
- Venturia chrysanthemi E. Müll. (1955)
- Venturia comari (J. Schröt.) E. Müll. (1962)
- Venturia convolvulorum (Ondřej) Rossman & Crous (2015)
- Venturia coprosmae (F. Stevens) E. Müll. (1962)
- Venturia corni E. Müll. (1958)
- Venturia corralensis Speg. (1910)
- Venturia crataegi Aderh. (1902)
- Venturia deutziae Feltgen (1903)
- Venturia ditricha (Fr.) P. Karst. (1873)
- Venturia effusa (G. Winter) Rossman & W.C. Allen (2016)
- Venturia elaeidis Marchal & Steyaert (1929)
- Venturia elasticae (Koord.) Sacc. & Traverso (1911)
- Venturia emergens Petch (1917)
- Venturia ephedrae Cruchet (1923)
- Venturia epilobii (Desm.) Höhn. (1918)
- Venturia eres (Berk. & Broome) Ces. & De Not. (1863)
- Venturia euchaeta Penz. & Sacc. (1902)
- Venturia fagi M.E. Barr (1968)
- Venturia frangulae Krieg. (1909)
- Venturia fuliginosa Y. Zhang ter & J.Q. Zhang (2016)
- Venturia geranii (Fr.) G. Winter (1885)
- Venturia glacialis Lar.N. Vassiljeva (1987)
- Venturia haglundii (Starbäck) Sacc. (1891)
- Venturia hariotiana Speg. (1908)
- Venturia helvetica Nüesch (1960)
- Venturia inaequalis (Cooke) G. Winter (1875)
- Venturia inopina G. Newc. (2003)
- Venturia integra Cooke (1871)
- Venturia iridis Gonz. Frag. & Cif. (1926)
- Venturia juncaginearum (Lasch) M.E. Barr (1968)
- Venturia kunzei Sacc. (1882)
- Venturia laneae Dearn. (1926)
- Venturia liriodendri Hanlin (1987)
- Venturia litseae Syd. & P. Syd. (1913)
- Venturia lonicerae Sacc. (1882)
- Venturia lycopodii L. Holm & K. Holm (1981)
- Venturia macularis (Fr.) E. Müll. & Arx (1950)
- Venturia maculicola Schembel (1913)
- Venturia maculiformis (Desm.) G. Winter (1885)
- Venturia major (Auersw.) M. Morelet (1975)
- Venturia mandshurica M. Morelet (1993)
- Venturia martianoffiana (Thüm.) Y. Zhang ter & J.Q. Zhang (2017)
- Venturia massalongoi (Traverso) Bachm. (1963)
- Venturia minuta M.E. Barr (1968)
- Venturia minutissima Bat. & Peres (1960)
- Venturia missionum Speg. (1908)
- Venturia moreletii Rulamort (1986)
- Venturia muelleri R. Menon (1956)
- Venturia nashicola S. Tanaka & S. Yamam. (1964)
- Venturia naumoviella Negru (1961)
- Venturia nebulosa Ellis & Everh. (1902)
- Venturia nitida (Petr.) E. Müll. (1962)
- Venturia oleaginea (Castagne) Rossman & Crous (2015)
- Venturia orbicularis (Peck) M. Morelet (1977)
- Venturia orbiculata (Desm.) U. Braun (2019)
- Venturia palustris Sacc., E. Bommer & M. Rousseau (1886)
- Venturia paralias G.C. Hunter, I. Zeil-Rolfe, M. Jourdan & L. Morin (2020)
- Venturia peltigericola (Crous & Diederich) Crous, M. Shen & Y. Zhang ter (2020)
- Venturia phaeosepta Y. Zhang ter & J.Q. Zhang (2017)
- Venturia phillyreae (Nicolas & Aggéry) Rossman & Crous (2015)
- Venturia polygoni-vivipari Arx (1950)
- Venturia populina (Vuill.) Fabric. (1902)
- Venturia potentillae (Fr.) Cooke (1877)
- Venturia pruni M.E. Barr (1968)
- Venturia pruni-cerasi (Sacc.) R. Menon (1956)
- Venturia pyrina Aderh. (1896)
- Venturia radiosa (Lib.) Ferd. & C.A. Jørg. (1938)
- Venturia rhamni (Bonar) M.E. Barr (1968)
- Venturia ribis Sivan. (1985)
- Venturia rubicola Ellis & Everh. (1902)
- Venturia rumicis (Desm.) G. Winter (1885)
- Venturia saliciperda Nüesch (1960)
- Venturia spiraeicola U. Braun & Melnik (1996)
- Venturia stevensii (Syd.) E. Müll. (1962)
- Venturia subcutanea Dearn. (1917)
- Venturia submersa Iturrieta-González, Gené & Dania García (2019)
- Venturia syringae (Syd.) M.E. Barr (1968)
- Venturia syringina Kirschst. (1941)
- Venturia thwaitesii Massee & Crossl. (1904)
- Venturia tomentosae R. Menon (1956)
- Venturia tremulae Aderh. (1897)
- Venturia tucumanensis Speg. (1898)
- Venturia uliginosi (B. Erikss.) Lar.N. Vassiljeva (1987)
- Venturia ulmi E. Müll. (1958)
- Venturia usteriana Speg. (1908)
- Venturia variisetosa (M.E. Barr) Lar.N. Vassiljeva (1987)
- Venturia viennotii M. Morelet (1977)
- Venturia weiriana (Petr.) M.E. Barr (1968)